# Maria Cristina de Borbó-Dues Sicílies (reina d'Espanya)
Maria Cristina de Borbó-Dues Sicílies (Palerm, Regne de les Dues Sicílies 27 d'abril de 1806 - L'Havre, França 22 d'agost de 1878), princesa de les Dues Sicílies, reina consort d'Espanya (1829-1833) i regent d'Espanya (1833-1840).

## Orígens familiars
Nasqué a Palerm el 27 d'abril de 1806 sent filla del rei Francesc I de les Dues Sicílies i la seva esposa Maria Isabel d'Espanya. Era neta per línia paterna del rei Ferran I de les Dues Sicílies i Maria Carolina d'Àustria, i per línia materna del rei Carles IV d'Espanya i Maria Lluïsa de Borbó-Parma.

## Reina d'Espanya
Es va casar l'11 de desembre de 1829 al Palau Reial de Madrid amb el seu oncle, el rei Ferran VII d'Espanya, esdevenint la quarta esposa del rei, després de la mort de Maria Josepa Amàlia de Saxònia.

## Regent del Regne
A la mort del seu marit, i durant la minoria d'edat de la seva filla, va actuar de regent, amb Francisco Martínez de la Rosa com a primer ministre, fins que va haver de cedir la regència al general progressista Baldomero Espartero. També es casà, en segones noces, el 28 de desembre de 1833 amb Agustín Fernando Muñoz y Sánchez. Aquest matrimoni tingué un cert grau d'impopularitat per part del poble, que no entengué la rapidesa de l'enllaç.
A la mort del rei Ferran VII la titularitat de la Corona espanyola estava disputada per Isabel II, l'hereva legítima, i el germà del rei, Carles Maria Isidre de Borbó que reclamà els seus drets legítims sobre el tron espanyol en virtut de la Llei Sàlica, que això no obstant, havia estat derogada per Carles IV i ratificada pel mateix Ferran VII. Aquesta disputa va comportar l'inici de la Primera Guerra Carlina, on l'infant Carles, inicialment des de l'exili i posteriorment des de Navarra i el País Basc va desenvolupar una cruenta campanya militar.

## Exili d'Espanya

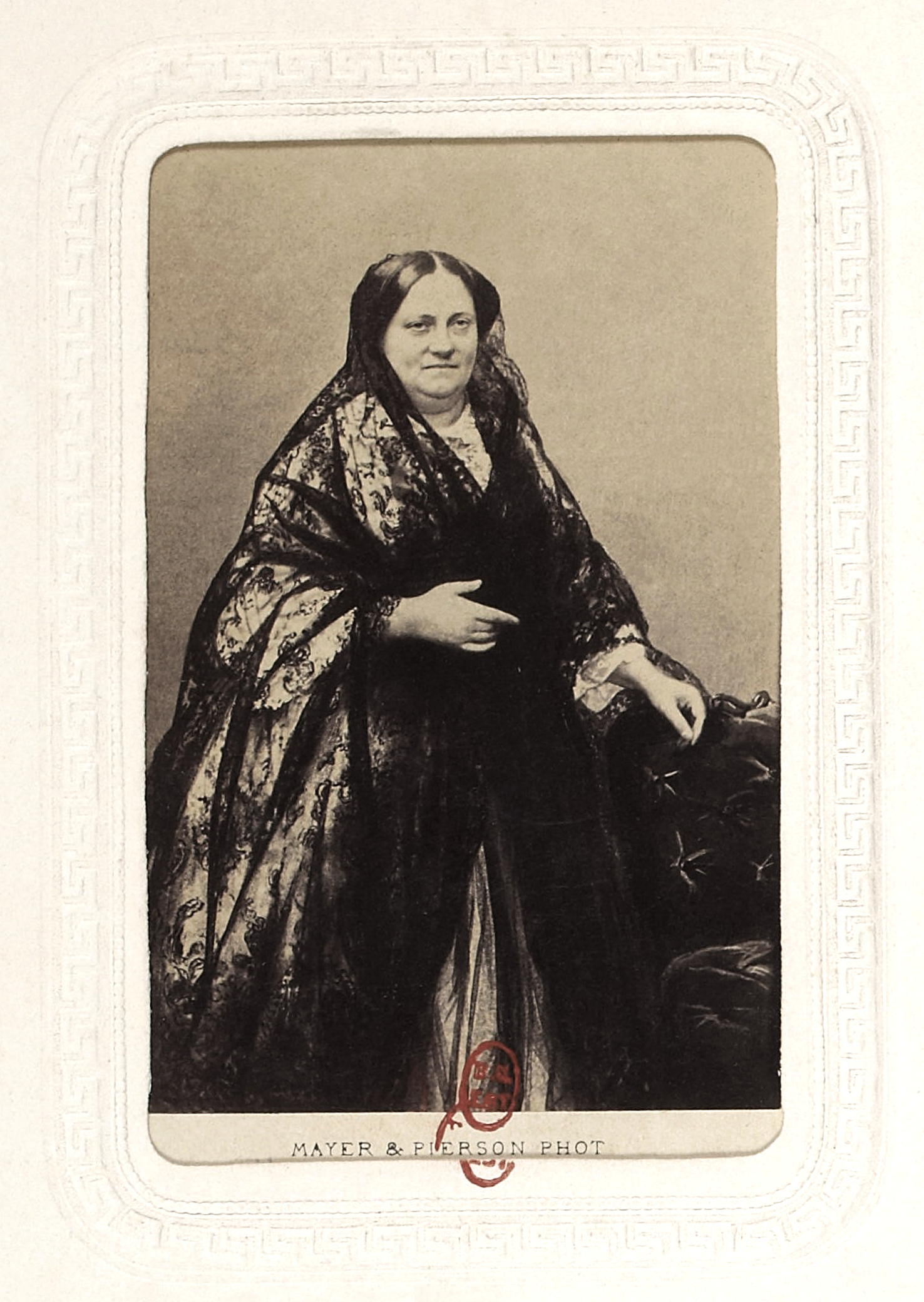
ca.1870

Després d'intentar conciliar les dues tendències polítiques del moment, liberals i moderats, sense èxit, va haver d'entregar la regència a Espartero i exiliar-se el 17 d'octubre de 1840.
Des de Marsella va llançar una proclama als espanyols manifestant que la seva renúncia havia estat forçada. Es traslladà posteriorment a Roma on va rebre la benedicció del Papa Gregori XVI al seu segon matrimoni, per instal·lar-se després a París. Des de la capital francesa va intrigar contra el govern d'Espartero fins que aquest fou derrocat i la seva filla Isabel II d'Espanya aconseguí ser nomenada reina, tot i la seva minoria d'edat.
Al seu retorn a Espanya es va instal·lar en un palau proper a Madrid des d'on tractava de controlar la política de la seva filla. Al costat del seu marit va iniciar negocis amb el comerç de la sal i del ferrocarril. Aquesta situació va comportar un més alt grau d'impopularitat fins que finalment va ser expulsada de nou del país i retirada la pensió vitalícia que les Corts espanyoles li havien concedit.
Va romandre a França la resta de la seva vida, exceptuant el moment en què el seu net, Alfons XII d'Espanya, va ocupar el tron espanyol, sense poder instal·lar-se definitivament al país. Va morir el 22 d'agost de 1878 a L'Havre per ser enterrada posteriorment al Monestir de l'Escorial.